# Acrolophus latiberbis
Acrolophus latiberbis är en fjärilsart som beskrevs av Edward Meyrick 1931. Acrolophus latiberbis ingår i släktet Acrolophus och familjen Acrolophidae. Inga underarter finns listade i Catalogue of Life.